# Рикса Болеславівна
Рикса або Рихеза (12 квітня 1116 — 25 грудня 1156) — польська князівна; за першим шлюбом та третім шлюбом — королева Швеції, за другим — князівна Київської Русі.
Рикса була донькою князя Польщі Болеслава III та його другої дружини Соломії з Берзької. Праправнучка Великого князя Київського Володимира Святого.
По батьківській та материнській лінії була нащадком Великих князів Київських Володимира Святого та Ярослава Мудрого.

## Біографія
Батько Рикси польський правитель Болеслав III вступив у союз з королем Данії Нільсом проти князя Померанії Вартислава I. Для скріплення союзу, був укладений шлюб між донькою Болеслава III Риксою зі старшим сином короля Нільса, спадковим принцом Магнусом Сильним. Весілля відбулося бл. 1127 р.
В першому шлюбі Рихеза народила чоловікові двох синів. Магнус боровся за корону Швеції з іншими претендентами. Він був визнаний королем тільки частинами територій, в основному данськими та гетами. Після загибелі Магнуса та вбивства Нільса (25 червня 1134), Рикса повернулась до Польщі, залишивши двох своїх синів у Данії.
Князь Польщі Болеслав III влаштував для своєї доньки новий шлюб. 18 червня 1136 року Рихеза одружилась на представнику династії Мономаховичів Володарі Глібовичі, князі Мінському і Гродненському (онук Ярополка Ізяславича).
Союз був укладений для того, щоб забезпечити підтримку потужної династії Київської держави Мономаховичів у війні Польщі проти короля Данії Еріка II. В другому шлюбі Рихеза народила трьох дітей. Близько 1145 року політичні переваги союзу з Мономаховичами почали зникати після того, як ця династія втратила свою гегемонію серед правлячих гілок Київської Русі. Рикса розвелась з Володаром й знову повернулася до Польщі, з донькою Софією, залишивши двох своїх синів з колишнім чоловіком. Володар не вступив у повторний шлюб, помер бл. 1186 р.
Після зречення престолу короля Еріка III у 1146/47 роках, Кнуда V обрали королем Ютландії. 1148 року померла королева Швеції Ульвільда Хаконсдотер, дружина короля Сверкера I. Незабаром після цього король-вдівець одружився з Риксою, яка прибула до Швеції зі своєю донькою Софією.
У 1150 році старший син Рикси Кнуд V, король Ютландії, був вигнаний з Данії королем Зеландії Свеном III. Окрім короля Швеції, Кнуда підтримав герцог Саксонії Генріх Лев та архієпископ Бременський Хартвіг I, завдяки чому він зумів зайняти значну частину Данії.
В третьому шлюбі Рихеза народила трьох синів. 25 грудня 1155 року Сверкер I був убитий. Коли Кнуд V почув про це, він поїхав до Швеції, щоб утішити Ріхезу, а також привести свою сестру Софію Мінську до Данії, щоб одружити з Вальдемаром, з яким вона була заручена з 1154 року.
Померла 25 грудня 1156 року.
За посередництва імператора Фрідріха I 1157 року між ворогуючими в Данії сторонами було укладено угоду про розподіл держави. Кнуд V отримав Зеландію, Вальдемар — Ютландію, Свен III — Сконе. 9 серпня 1157 року під час святкування укладання мирної угоду за наказом Свена III на Кнуда та Вальдемара було скоєно замах, під час якого Кнуда V було вбито.
У 1158 році також помер другий син Рихези Нільс.

## Родина
1 Чоловік — Магнус I Сильний
Діти:
- Кнуд V (1129—1157)
- Нільс (1130- ?)

2 Чоловік — Володар Глібович
Діти:
- Софія Володарівна (бл. 1139—1198) — дружина короля Данії Вальдемара I.
- Володимир Володаревич (1140-ві — 1216) — князь Мінський і Полоцький (1184—1216)
- Василько Володаревич (1140-ві — 1222) — князь Логойський.

3 Чоловік — Сверкер I Старший
Діти:
- Буріслев
- Суне Сік
- Коль